# Mariana Nicolesco
Mariana Nicolesco (n. 28 noiembrie 1948, Găujani, România – d. 14 octombrie 2022, București, România) a fost o soprană română. În 1993 a fost aleasă membru de onoare al Academiei Române.

## Carieră
Mariana Nicolesco a terminat Școala de Muzică din Brașov cu Concertul pentru vioară de Max Bruch, a urmat, pentru o scurtă perioadă, Secția Canto a Conservatorului din Cluj și a dobândit prin concurs o bursă de studii la Conservatorul Santa Cecilia din Roma, unde a studiat cu Jolanda Magnoni, lucrând apoi cu Rodolfo Celletti și cu Elisabeth Schwarzkopf.
După ce a câștigat în 1972 Concursul Internațional Voci Rossiniane, organizat la Milano de Radioteleviziunea Italiană, RAI, a fost invitată de dirijorul american Thomas Schippers să debuteze la Cincinnati în rolul Mimi din La Bohème de Puccini, fapt care a marcat începutul carierei sale internaționale.
A cântat pe cele mai renumite scene ale lumii, începând cu Teatrul alla Scala din Milano, unde a debutat în premiera mondială a operei La Vera Storia de Luciano Berio (1982), și unde apare apoi în numeroase noi puneri în scenă, recitaluri și concerte, ca și la Metropolitan Opera din New York cu „La Traviata” de Verdi (1978). A apărut în teatrele de la München, Viena, Paris, Monte Carlo, Chicago, Hamburg, San Francisco, Los Angeles, Barcelona, Madrid, Zürich, Roma, Florența, Parma, Veneția, Bologna, Torino, Palermo, Trieste, Strasburg, Toronto, Pretoria, Caracas, Philadelphia, Miami, Washington, Boston, Houston, New Orleans, Rio de Janeiro, Dresda, Tokyo, Berlin, la Festivalul de la Salzburg, la Maggio Musicale Fiorentino, la Rossini Opera Festival de la Pesaro, la Festivalul de la Martina Franca sau la Festivalul Casals în Puerto Rico.
A fost prezentă în spectacole regizate de Luchino Visconti, Giorgio Strehler, Patrice Chéreau, Luca Ronconi, Jean-Pierre Ponnelle, Franco Zeffirelli, Pier Luigi Pizzi, Jonathan Miller, sub bagheta dirijorilor Carlo Maria Giulini, Wolfgang Sawallisch, Riccardo Muti, Seiji Ozawa, Lorin Maazel, Peter Maag, Giuseppe Patané, Alberto Zedda, Colin Davis, Georges Prêtre, Gennadij Rozhdestvensky și în prestigioasele săli de concert Carnegie Hall din New York, Royal Festival Hall la Londra, Academia Santa Cecilia din Roma, Concertgebouw din Amsterdam, Musikverein la Viena, la Salle Pleyel din Paris, Marea Sală a Conservatorului din Moscova.
La invitația papei Ioan Paul al II-lea, cu ocazia primului concert de Crăciun în Vatican (1993), transmis în Mondovisione, Mariana Nicolesco a cântat vechile colinde românești.
Ea a interpretat în premieră mondială, sub bagheta lui Lorin Maazel, Seven Gates of Jerusalem, capodopera lui Krzysztof Penderecki dedicată celor 3000 de ani ai Orașului Sfânt (1997).
Sopranei Mariana Nicolesco i-a fost conferit Ordinul Național Steaua României în Grad de Mare Cruce „pentru merite excepționale, în semn de înaltă apreciere pentru întreaga sa carieră”.
Laureată a Medaliei UNESCO pentru Merite Artistice Mariana Nicolesco a fost numită Artist UNESCO pentru Pace și Ambasador Onorific UNESCO “în semn de recunoaștere a angajamentului său în favoarea moștenirii muzicale, a creației artistice, a dialogului între culturi și a contribuției sale la promovarea idealurilor Organizației”.
Principiile fundamentale, riguros respectate de la prima ediție, din 1995, și până în prezent, fac din Concursul Internațional de Canto Hariclea Darclée ”unul dintre cele mai importante din lume”, după cum scria și prestigiosul cotidian italian Corriere della Sera în articolul prilejuit de evenimentele închinate Haricleei Darclée - prima Tosca, intitulat ”Constantin Brâncuși, George Enescu, Mariana Nicolesco: Cultul unei țări pentru Gloriile sale”.
Mariana Nicolesco a decedat la vârsta de 73 de ani, în data de 14 octombrie 2022, la București.

## Roluri și evenimente
Mariana Nicolesco s-a remarcat într-un vast repertoriu mergând de la Baroc la Verism și muzica contemporană, cu o afinitate specială pentru Mozart, Verdi și Belcanto. A debutat în rolul Violettei din La Traviata de Verdi dirijată de Thomas Schippers și pusă în scenă de Gian Carlo Menotti la Florența în 1976; avea să interpreteze acest rol în peste 200 de reprezentații. Alte roluri din repertoriul verdian sunt Gilda în Rigoletto (New York Metropolitan Opera 1978, Caracas Teatro Municipal 1981, Opéra du Rhin din Strasbourg 1981), Luisa în Luisa Miller (Amsterdam Concertgebouw 1984), Leonora în Il Trovatore (Hamburg Staatsoper 1981), Desdemona în Otello (Toronto 1980, Pretoria 1981, Hamburg Staatsoper 1983), Amelia în Simon Boccanegra (Tokyo 1990).
Principalele sale roluri mozartiene sunt Donna Elvira în Don Giovanni, cu Wolfgang Sawallisch la München (1986-1996) și cu Riccardo Muti la Scala (1987, 1988, 1993), Cinna în Lucio Silla în regia lui Patrice Chéreau tot la Scala (1984), Vitellia în La Clemenza di Tito cu Peter Maag la Bologna (1988), Elettra în Idomeneo cu Seiji Ozawa la Tokyo (1990) și Festivalul de la Salzburg (1990).
La Teatrul alla Scala, Mariana Nicolesco a participat la renașterea repertoriului baroc cu L’Orfeo de Luigi Rossi (1985) și Fetonte de Niccolò Jommelli (1988) în regia lui Luca Ronconi; a interpretat rolul titular în opera Beatrice di Tenda de Bellini la Teatrul La Fenice din Veneția (1975), rolul titular in opera Maria di Rohan de Donizetti la Festivalul de la Martina Franca (1988); alte roluri de Belcanto au fost Elisabetta I din Roberto Devereux (Montecarlo 1992, 1997), Anna Bolena (München 1995) de Donizetti și recitaluri de Belcanto la Teatrul alla Scala din Milano (1988, 1993), Carnegie Hall din New York (1994), Marea Sală a Conservatorului din Moscova (1996, 1998).
A interpretat Liù din Turandot de Puccini (Teatro Regio din Torino 1977, Houston 1982, Berlin 1987), Mimì din La Bohème de Puccini (Chicago Lyric Opera 1979, Rio de Janeiro 1980), Nedda din I Pagliacci de Leoncavallo (New York Metropolitan Opera 1978-1986, Wiener Staatsoper 1986), Donna Anna în opera Kameni Gost (Oaspetele de piatră) de Dargomîjski (Teatro alla Scala din Milano 1983, Paris Opéra Comique 1985), Tatiana în Evgheni Oneghin de Tchaikovsky (Maggio Musicale Fiorentino 1975), La Diva in Atelier Nadar (Rossini Opera Festival de la Pesaro 1990), Țarina Marina în Dimitrij de Dvorak (München Festival 1992), rolul La Protagonista din opera Un re in ascolto de Luciano Berio în premieră pentru Teatro alla Scala din Milano (1986).
A înregistrat în premieră mondială Gli Amori di Teolinda de Giacomo Meyerbeer (1983) și cantatele Alcyone și Alyssa de Maurice Ravel (1987).
Mariana Nicolesco apare în 1991 pentru prima dată în fața publicului din țara natală, la Ateneul Român din București, și oferă ulterior concerte cu Orchestra Simfonică a Filarmonicii George Enescu, între altele celebrând în 1993 cei 125 de ani și în 1998 cei 130 de ani ai acesteia.
Revenind în România, Mariana Nicolesco a creat la Brăila în 1995 Concursul Internațional de Canto Hariclea Darclée care onorează memoria primei interprete a operei Tosca de Puccini, născută în orașul de la Dunărea de Jos.
În anii dintre o ediție și alta a Competiției, Mariana Nicolesco oferă laureaților acesteia Cursuri de Măiestrie Artistică.
Ea a obținut pentru evenimentele Darclée Înaltul Patronaj UNESCO.
A fost președinta Fundației Darclée și a Concursului Internațional de Canto Hariclea Darclée, la care au luat parte până acum peste 2900 de tineri artiști din România și din alte 50 de țări din 5 continente.
Mariana Nicolesco a creat la New York The Romanian Atheneum International Foundation și la București Fundația Internațională Ateneul Român în 1991 care au contribuit la restaurarea orgii cu piese comandate la Ludwigsburg fabricantului acesteia și în 1994 au donat un mare pian de concert Steinway.
Mariana Nicolesco a creat în 2003 la Brașov Primul Festival și Concurs Național al Liedului Românesc, precum și Gran Gala UNESCO-UNICEF România, la Veneția, 2003.
În anul 2003, la împlinirea a 150 de ani de la premiera absolută a operei La Traviata de Verdi, a prezentat în Statele Unite un spectacol cu opera verdiană în interpretarea unor tineri artiști români laureați ai Concursului Internațional de Canto Hariclea Darclée.
Un studiu realizat și publicat în 2003 de către Dr. Stephan Poen arată că, în istoria Teatrului alla Scala din Milano, Hariclea Darclée și Mariana Nicolesco sunt sopranele care au apărut în cele mai multe premiere absolute.
În Anul Internațional George Enescu proclamat de UNESCO în 2005, cu prilejul comemorării a 50 de ani de la trecerea în eternitate a marelui compozitor român, Mariana Nicolesco prezintă în premieră mondială integrala liedurilor compuse de acesta în interpretarea laureaților Concursului Național al Liedului Românesc pe care l-a creat la Brașov. Aceste capodopere au fost cântate apoi în Concerte Extraordinare la Expoziția Universală de la Aichi în Japonia, la Nagoya și Tokyo, la Praga, Paris, Roma și New York. Integrala liedurilor lui George Enescu a fost publicată cu această ocazie în CD și DVD. Aceste evenimente au fost menționate în presa muzicală internațională de la Orpheus din Berlin la Amadeus de la Milano.
Membră a Juriului Concursului Internațional Schubert și Modernitatea organizat de Universitatea de Muzică și Arte din Graz, Austria (2003, 2006).
În cadrul Anului Internațional Mozart 2006 oferă la Opera și la Conservatorul din Lausanne o serie de Cursuri de Măiestrie Artistică unor studenți și tineri artiști din Elveția, Italia, Franța, Argentina, Anglia și România.
Inaugurează Cursuri de Măiestrie Artistică la Academia Internațională de Canto din cadrul Universității din Cardiff (2007).
Apare pe coperta ediției noiembrie-decembrie 2007 a revistei Orpheus din Berlin care titrează: «Mariana Nicolesco – Europa cântă cu noi». Revista dedică un amplu articol Festivalului și Concursului Internațional de Canto Hariclea Darclée.
Preafericitul Daniel, Patriarhul Bisericii Ortodoxe Române, îi remite sopranei Mariana Nicolesco în anul 2008, la Ateneul Român din București, Diploma de Onoare a Fundației Internaționale Omenia, “pentru crearea în România a unei Școli de canto de cel mai înalt nivel european, pentru actele sale umanitare, pentru promovarea toleranței și reconcilierii.”
În 2009, la Opera Națională București au loc premierele absolute pentru România cu Parisina d’Este și cu Gemma di Vergy de Gaetano Donizetti, reprezentații coordonate de Mariana Nicolesco ca și în Salonul de Muzică al Castelului Peleș din Sinaia și în cadrul Festivalului Darclée.
Membră a Juriului Concursului Internațional de Canto al Chinei, 2014, la care au luat parte 430 de concurenți din 41 de țări.
În 2018 Academia de Arte din Chișinău i-a acordat titlul de Doctor Honoris Causa. Cu această ocazie a conferențiat pe tema: ”Celebrăm Centenarul Marii Uniri prin Arta Sacră a Cântului”..
Tot în 2018 a fost aleasă Membră a Academiei Europene de Științe, Arte și Litere din Paris..
În prezența multor celebrități a fost lansată la Monte Carlo, în 2019, ediția specială a fastuoasei reviste Arc, dedicată sopranei Mariana Nicolesco. Coperta, ce o reprezintă în rolul Donnei Elvira din opera Don Giovanni de Mozart, poartă titlul O Divă de Legendă, Mariana Nicolesco, voce de star, prezență de star, iar interviul care urmează, pe 34 de pagini, cuprinde superbe imagini ilustrând prezența artistei pe marile scene ale lumii, sau în compania unor personalități ca Yehudi Menuhin, Salvador Dali ori Sanctitatea Sa Papa Ioan-Paul II.
A primit în 2020 Premiul Constantin Brâncoveanu “pentru cariera sa de excepție”..
Mariana Nicolesco, “o mare voce a timpului nostru”, a primit Premiul Special și Medalia Kulturpreis Europa “pentru performanțele sale artistice, pentru calitatea sa de mentor și formator al tinerei generații și pentru rolul excepțional, încununat de succes, pe care-l asumă în relația României cu Europa și a Europei cu România”.

## Repertoriu
- Giacomo Puccini
  - Turandot (Liù)
  - Boema (La Bohème, Mimi)
  - La Rondine (Lisette)

- Giuseppe Verdi
  - Traviata (Violetta)
  - Rigoletto (Gilda)
  - Luisa Miller (Luisa)
  - Trubadurul (Il Trovatore, Leonora)
  - Otello (Desdemona)
  - Simon Boccanegra (Amelia)
  - Don Carlo (Tebaldo)
  - Messa da Requiem

- Johann Sebastian Bach
  - Messa in si minor

- Georg Friedrich Haendel
  - Il pianto di Maria (cantată)

- Giovanni Battista Pergolesi
  - Stabat Mater în la minor
  - Stabat Mater în do minor

- Christoph Willibald Gluck
  - Iphigénie en Tauride (Iphigénie)

- Wolfgang Amadeus Mozart
  - Don Giovanni (Donna Elvira)
  - Lucio Silla (Cinna)
  - La clemenza di Tito (Vitellia)
  - Idomeneo (Elettra)
  - Nunta lui Figaro (Le Nozze di Figaro, Marcellina)
  - Requiem

- Ludwig van Beethoven
  - Fidelio (Marzelline)
  - Ah perfido op. 65 (arie de concert)

- Gioacchino Rossini
  - Atelier Nadar - Péchés de vieillesse (La Diva)
  - Stabat Mater

- Giacomo Meyerbeer
  - Gli Amori di Teolinda (cantată)

- Vincenzo Bellini
  - Beatrice di Tenda (Beatrice)

- Gaetano Donizetti
  - Maria di Rohan (Maria)
  - Roberto Devereux (Regina Elisabeth I)
  - Anna Bolena (Anna)
  - Maria Stuart (Maria Stuarda, Maria)

- Charles Gounod
  - Faust (Marguérite)

- Piotr Ilici Ceaikovski
  - Evgheni Oneghin (Tatiana)

- Dvořák
  - Dimitri (Țarina Marina)

- Ruggero Leoncavallo
  - Paiațe (I Pagliacci, Nedda)

- Luciano Berio
  - La vera storia (Premieră mondială la Teatrul alla Scala 1982)
  - Un re in ascolto (Protagonista in premieră 1986)

- Niccolò Jommelli
  - Fetonte (Regina Climene)

- Luigi Rossi
  - L'Orfeo : Euridice

- Aleksandr Dargomîjski
  - Oaspetele de piatră (Каменный гость / Kamennîi gost, Donna Anna)

- Aleksandr Borodin
  - Cneazul Igor (Князь Игорь / Knyaz Igor, Iaroslavna)

- Maurice Ravel
  - Alcyone (cantată)
  - Alyssa (cantată)
  - Myrrha (cantată)

- Krzysztof Penderecki
  - Seven Gates of Jerusalem
  - Requiem Polonez

## Distincții
- Primul titlu Științific de Doctor în Artă din România, cu o teză despre Belcanto (2000)[27]
- Membru de Onoare al Academiei Române (1993)[28]
- Doctor Honoris Causa al Academiei de Muzică Gheorghe Dima din Cluj-Napoca (1996)
- Profesor Honoris Causa al Universității Babeș-Bolyai din Cluj-Napoca (2005)
- Profesor Onorific (2002) și Doctor Honoris Causa (1999) al Universității Transilvania din Brașov
- Membru în Comitetul de Onoare al Fundației Internaționale Yehudi Menuhin (2003)
- Cetățean de Onoare al Bucureștiului (1991), Clujului (1994), Brăilei (1995) și Brașovului (1999)
- Desemnată Numărul Unu în Topul femeilor de succes din România (2004)
- Președinte al Fundației Internaționale Ateneul Român (1991)
- Președinte al Fundației Darclée (1995)
- Ordinul Național Steaua României în grad de Mare Cruce (2008)
- Comandor al Ordinului Steaua Solidarității Italiene (2004)
- Guvernul Franței i-a acordat titlul de Ofițer al Ordinului Artelor și Literelor (2000)
- Berlin Muzicianul Anului (2003)
- Palermo Medalia Siciliei cu prilejul intrării României în Uniunea Europeană (2007)
- Premiul Special Kultur Preis Europa - Medalia Europei (2007)
- Medalia UNESCO pentru Merite Artistice (1992)
- Artist UNESCO pentru Pace (2005)
- Ambasador Onorific UNESCO (2013)
- Membru de Onoare al Academiei Internaționale Mihai Eminescu (2017)
- Diploma de Onoare și Medalia Centenarul Marii Uniri (2018)
- Diploma de Onoare și Medalia 650 de ani de atestare documentară a Brăilei (2018)
- Doctor Honoris Causa al Academiei de Arte din Chișinău (2018)[29]
- Membră a Academiei Europene de Științe, Arte și Litere din Paris (2018)
- Premiul Constantin Brâncoveanu pentru întreaga sa carieră de excepție (2020)

## Discografie
- Vincenzo Bellini  Beatrice di Tenda – Rizzoli Records 1987, Sony 1995, 2009
- Gaetano Donizetti  Maria di Rohan – Nuova Era 1988, 1991
- Wolfgang Amadeus Mozart  Le Nozze di Figaro – EMI 1987
- Giuseppe Verdi  La Traviata – LIVING STAGE Historical Performances 2004
- Giuseppe Verdi  Simon Boccanegra – Capriccio 1990, 2005
- Giacomo Puccini  La Rondine – CBS Record 1983
- Mariana Nicolesco und das Münchner Klaviertrio – BMG 1997
- O selecție a înregistrărilor live din concertele și recitalurile  susținute în țara natală a fost publicată într-un album de trei CD-uri, sub titlul Mariana Nicolesco în România (TVR & FIAR 2002). Ulterior a fost editată seria de trei DVD-uri Mariana Nicolesco de pe scenele lumii în România (FIAR & Atlantic Media 2007)
- Giacomo Meyerbeer  Cantata Gli amori di Teolinda – Pro Arte 1981
- Maurice Ravel  Cantatele Alyssa și Alcyone – Rizzoli Records 1987
- Vatican Christmas – Sony 1994, Natale in Vaticano – Video RAI 1994
- Luciano Berio  La Vera Storia, Teatro alla Scala, Milano – Scala 1982 RAI
- Krzysztof Penderecki  Seven Gates of Jerusalem – 3SAT 1997, Requiem Polonez – 3SAT 1988

## Aprecieri în presa internațională
- Cântul dramatic al Marianei Nicolesco a extaziat publicul.   Asahi Shimbun / Tokyo, Ryuichi Higuchi, 18.05.1990.
- Superba Mariana Nicolesco.  Corriere della Sera / Milano, Duilio Courir, 16.01.1986
- Mariana Nicolesco a provocat un adevărat cutremur la Scala cu argintul viu al acelui surprinzător Mi tradì.  The Independent / Londra, Rupert Christiansen, 29.12.1987
- O mare voce, o măiestrie supremă.   Süddeutsche Zeitung / München, W.E. von Lewinski, 18.09.1981
- Cu greu și-ar putea cineva aminti să fi asistat la Balshoi Teatr sau la Marea Sală a Conservatorului la o astfel de perfectă, desăvârșită împlinire, ca acest concert al Marianei Nicolesco, Belcanto Gala, susținut cu Orchestra Națională a Rusiei.  Vecernii Club / Moscova, Natalia Zimianina, 30.11.1996
- O adevărată revelație. Sunt rarisime azi sopranele care posedă o măiestrie atât de desăvârșită.  Il Gazzettino / Veneția, Mario Messinis, 17.04.1975
- Mariana Nicolesco dă personajului (Euridice) accente în același timp de suavitate și de durere, impregnate de speranță și de suferință, cu un joc de prima donna, ceea ce și este,  întreaga operă stând de fapt pe umerii ei. Opéra International / Paris, Sergio Segalini, septembrie 1985
- Nici un alt artist liric n-a creat un eveniment comparabil cu debutul Marianei Nicolesco la New York. Nici unul n-a avut un astfel de impact. Vocea ei a răsunat cu o extraordinară expresivitate, revelând semnificații și trăiri pe care nimeni nu le-ar fi crezut posibile.  The New York Post / New York, Joseph C. Korena, 18.10.1978
- O Divă excepțională numită Mariana Nicolesco.  El Mundo Diario / Madrid, Pablo Nadal, 12.01.1981
- Mariana Nicolesco dă acestui rol (Beatrice di Tenda) o dimensiune inimaginabilă, ce ne taie pur și simplu respirația, ne uluiește și ne umple sufletul de bucurie. Nu există azi soprană care să se poată compara cu Mariana Nicolesco. Ce cânt desăvârșit, cu adevărat dramatic, ce virtuozitate, ce linie muzicală! Bravo pentru această nouă și sclipitoare înregistrare belcantistică!      Orpheus / Berlin, Geerd Heinsen, martie 1988
- Mariana Nicolesco, Regina della Scala.    La Notte / Milano, Gabriella Mazzola, 10.03.1993
- Mariana Nicolesco, voce de star și prezență de star.  Le Point / Paris, André Tubeuf, 18.01.1992
- Creația ei în rolul Violettei din La Traviata este superbă. Una dintre cele mai extraordinare apariții din câte ne putem aduce aminte.  The New York Times / New York, John Rockwell, 05.09.1977
- Mariana Nicolesco remarcabilă în recitative, strălucită în arii.  Die Bühne / Viena, R.L., martie 1988
- Vibrant, formidabil de bine cântat de Mariana Nicolesco.  The Guardian / Londra, Gerald Larner, 04.02.1992
- Mariana Nicolesco, noua stea a belcantoului, triumfă la Scala și cucerește Parisul.  Paris Match / Paris, G.M., 25.06.1982
- Mariana Nicolesco a devenit din prima clipă favorita iubitorilor de operă din New York. O mare voce cu un timbru cald, cu o personalitate distinctă, pură, cu acel vibrato ce-i asigură un vast registru de expresie. Controlul perfect al forțelor vocale permite sunetului să planeze cu o neobișnuită ușurință și siguranță.  The New York Times / New York, Peter G.Davis, 26.09.1977
- Mariana Nicolesco, o mare Traviata.  El Noticiero Universal / Barcelona, A.V., 18.12.1978
- Una dintre cele mai frumoase voci ale timpului nostru.  L’Evénement du Jeudi / Paris, V.T., 19.06.1985
- Mariana Nicolesco a cântat cu un astfel de impact tragic încât până și alți artiști în scenă, odată cu o parte din public, erau mișcați până la lacrimi.  The Boston Herald / Boston, Ellen Pfeifer, 25.01.1986
- Mariana Nicolesco, superbă voce de soprană lirico-spinto cu acute strălucitoare; fiecare sunet e în control ferm, ca și întreaga linie de canto.  Chicago Tribune / Chicago, John Von Rhein, 03.12.1979
- Mariana Nicolesco, extraordinară soprană drammatico d’agilità, cu mari calități de actriță, pe care publicul Teatrului alla Scala o cunoaște de ani și ani, a dat personajului (Regina Climene din Fetonte) o forță și o autenticitate superbe, meritând din plin ovațiile primite după fiecare arie și la sfârșitul spectacolului. Gente / Milano, Renzo Allegri, 18.02.1988
- Senzația anului trecut a fost Mariana Nicolesco. După premiera de ieri seară apare limpede că senzația acestui an e tot Mariana Nicolesco. Temperament fascinant, născută pentru scenă, de o frumusețe ce-i servește talentul, ea este exact genul de artistă capabilă să declanșeze pasiuni, dacă nu chiar adevărate bătălii în rândul iubitorilor de operă. Eventualele ei slăbiciuni vor fi întotdeauna considerate mai interesante decât virtuțile altor soprane.  The New York Post / New York, Speight Jenkins, 24.09.1978
- Mariana Nicolesco, o voce plină, cu o emisie naturală și cu un timbru de o evidentă eleganță tragică.    San Francisco Chronicle / San Francisco, H.S., 14.02.1988
- Cea mai atașantă voce era aceea a sopranei românce Mariana Nicolesco, voce dramatică, admirabil modulată, condusă cu o mare măiestrie.  The Cleveland Press / Cleveland, Frank Hruby, 14.05.1982
- Interpretarea marii dive românce Mariana Nicolesco a fost o adevărată lecție de canto.     ABC / Sevilla, Ramon Maria Serrera, 25.03.1996
- Instrumentul vocal de o excepțională siguranță al Marianei Nicolesco demonstrează, cu măiestria ei, de la un cap la altul al operei, o virtuozitate de neimaginat.   Das Opernglas / Hamburg, Michael Lehnert, noiembrie 1991
- Populara arie a Gildei îi oferă Marianei Nicolesco oportunitatea de a ne arăta cum melodii degradate prin uzură, decăzute, pot fi readuse la prospețimea inițială și la o sublimă virtuozitate de o voce superb antrenată, printr-o concepție nouă și o trăire de o intensă spiritualitate. Fără îndoială, vocea Marianei Nicolesco este cea mai frumoasă voce care a cântat vreodată la O’Keefe Center.  Toronto Sun / Toronto, Andrew Porter, 05.11.1978
- Recitalul Marianei Nicolesco la Scala: un triumf senzațional.   Orpheus / Berlin, Geerd Heinsen, iulie 1988
- Aseară, la Scala din Milano, Mariana Nicolesco a declanșat prin cântul ei o adevărată furtună de ovații.   Daily News / New York, Liz Smith, 24.05.1988
- La Scala Mariana Nicolesco în Cinna, ardentă și impresionantă. Spectacolul e considerat drept evenimentul muzical al anului.   International Herald Tribune, William Weaver, 07.06.1984
- Mariana Nicolesco, splendidă măiestrie vocală și intensitate pasională.   Corriere della Sera / Milano, Dario Del Corno, 10.08.1988
- O încântare. Cu timbrul imperios și vibrant al vocii sale, Mariana Nicolesco aduce în interpretare culorile dramei și ale vehemenței. Acute sonore, o mare agilitate, o impetuozitate naturală care conving pe loc.   Le Figaro / Paris, Pierre-Petit, 17.11.1989
- Mariana Nicolesco are acea extrem de rară abilitate de a-și aduce vocea ei imensă la nivelul unui murmur amenințător, dar plin de culoare, de unde această voce explodează dintr-o dată cu o magnifică promptitudine și energie.   Gramophone / Londra, André Tubeuf, aprilie 1992
- Superbă voce, gravă, de o culoare excepțională.   Le Quotidien de Paris / Paris, Gérard Mannoni, 07.02.1985
- Personajul, extrem de viu, și marea bogăție de expresie și de nuanțe i-au permis Marianei Nicolesco să ajungă pe culmile cele mai înalte.   Die Welt / Hamburg, M.V., 19.09.1991
- Succesul ultimei seri a Festivalului de la Salzburg s-a datorat Marianei Nicolesco. Culorile, contrastele, pasiunile și vitalitatea Elettrei au înflăcărat publicul.   Diapason-Harmonie / Paris, André Tubeuf, 31.08.1990
- Mariana Nicolesco, bravissima  într-un rol vocalmente asasin.   Il Mattino / Napoli, Francesco Canessa, 11.03.1982
- Muzica devine adevărată poezie. Un copleșitor succes, un triumf.   La Stampa / Torino, Massimo Mila, 13.06.1985
- Mariana Nicolesco a strălucit cu vocea ei amplă, fermă, de o emisie clară, cântând cu o ușurință care-ți taie respirația; chiar și în pasajele de extremă agilitate ea a știut să rămână expresivă și cu o intonație perfectă.   Financial Times / Londra, William Weaver, 14.02.1988
- La Nicolesco, unul dintre ultimii monștri sacri ai cântului.   L’Express / Paris, Pierre Combescot, 19.01.1990
- Aclamată din nou revelația Nicolesco, splendid exemplu de muzicalitate, de simț dramatic și de prezență scenică.   Oggi / Milano, Alfredo Mandelli, 02.12.1983
- Un memorabil debut în rolul Violettei, alături de legendarul Alfredo Kraus.  Corriere della Sera / Milano, Duilio Courir, 15.03.1993
- Mariana Nicolesco ne-a încântat cu acutele ei radiante și cu forța ei telurică, scenele cu Vickers fiind sfâșietoare prin angajamentul emoțional.   Opera News / New York, Robert Jacobson, 29.03.1986
- Un monument al belcantoului.    Vogue / Paris, R.V., 1979
- Mariana Nicolesco este o voce dramatică de coloratură, cu pasiune, cu o tehnică sigură, și o prezență scenică formidabilă.   Opera / Londra, Richard Law, mai 1992
- La München, ca și la Scala din Milano, Mi tradì din Don Giovanni cu Mariana Nicolesco e unul dintre acele adevărate miracole din lumea operei în care muzica, devenită acțiune, ne fascinează și ne emoționează.   Diapason-Harmonie / Paris, André Tubeuf, februarie 1988
- Două regine în Turandot : (prințesa cu același nume) și sclava Liù,  interpretată de Mariana Nicolesco.   Daily News / New York, Ron Eyer, 19.09.1977
- O interpretare plină de forță în fiecare detaliu, o mare tragediană lirică, cu o absolută stăpânire a artei sale.   Le Quotidien de Paris / Paris, Gérard Mannoni, 29.01.1992
- Prima Donna Assoluta.  Opera Quarterly / New York, René Seghers, martie-mai 2002
- Fapt mai curând unic decât rar pentru o operă modernă, Mariana Nicolesco a fost aplaudată la scenă deschisă la Teatrul alla Scala din Milano.  La Stampa / Torino, Massimo Mila, 11.03.1982
- Mariana Nicolesco, Signora del Belcanto. Corriere della Sera / Milano, Mario Pasi, 20.12.1987
- Mariana Nicolesco, Diva Divină.   Vanity Fair / New York, Bob Colacello, decembrie 1994